# 17064 Ashnashah
17064 Ashnashah è un asteroide della fascia principale. Scoperto nel 1999, presenta un'orbita caratterizzata da un semiasse maggiore pari a 2,326546 UA e da un'eccentricità di 0,072907, inclinata di 6,978915° rispetto all'eclittica. Ha un diametro di 3,785 km.